# Margaret Fell

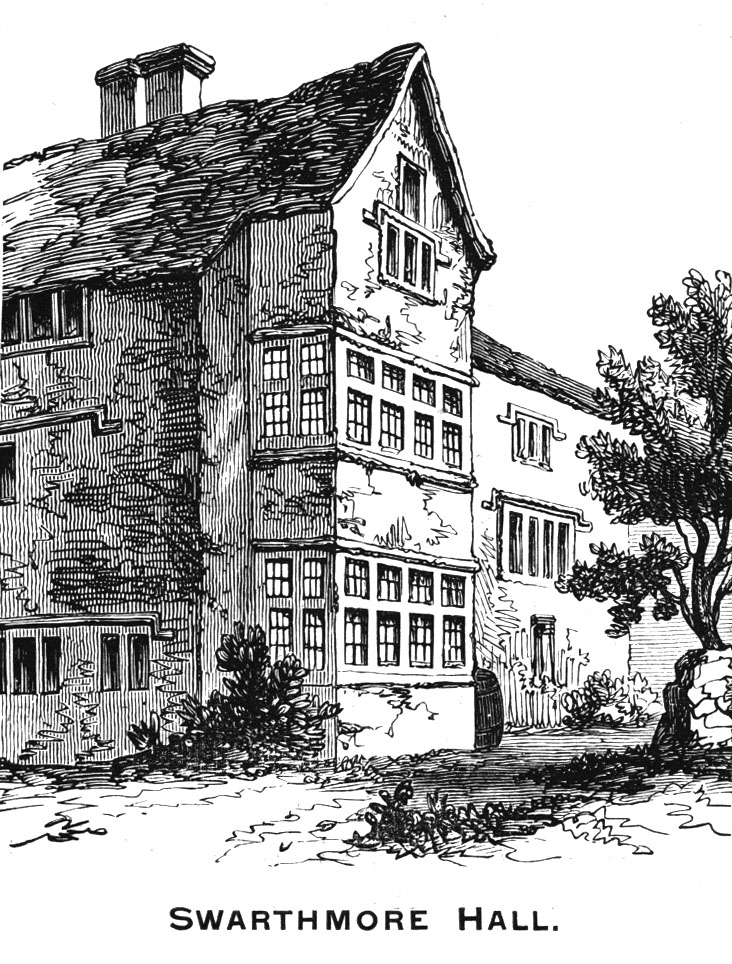

Margaret Fell ou Margaret Fox (1614 - 23 avril 1702) est l'une des fondatrices de la Société religieuse des Amis (quakers), elle est surnommée « la mère du quakerisme ». Elle fait partie des premiers prédicateurs quakers connus sous le nom de « The Valiant Sixty ».

## Biographie
Margaret Fell-Fox est née Margaret Askew, à Dalton-in-Furness, dans le Lancashire, en Angleterre. Elle épouse en 1632 Thomas Fell et devient ainsi la maîtresse du domaine de Swarthmoor Hall dans le Cumberland. Thomas Fell était un avocat (barrister) puis un juge, ainsi qu'un membre du Parlement. Cependant, il désapprouva Oliver Cromwell et cessa de participer activement au gouvernement.
C'est en 1652 que Margaret Fell entend pour la première fois George Fox, elle est convaincue par son discours et touchée par sa recherche de vérité. Durant les six années suivantes, Swarthmoor Hall devient un centre pour les activités des quakers. Margaret Fell assure spontanément le secrétariat du mouvement naissant, faisant circuler le courrier des missionnaires itinérants, leur envoyant aussi les recommandations de George Fox, de James Nayler et d'autres leaders. Elle écrit elle-même de nombreuses « épîtres ». Une autre activité consiste à récolter et distribuer des fonds pour les missionnaires. Après le décès de son mari en 1658, elle conserve le contrôle de Swarthmoor Hall, qui reste un point de rencontre et un refuge pour les quakers persécutés, même si le gouvernement y fait quelques incursions (en particulier dans les années 1660).

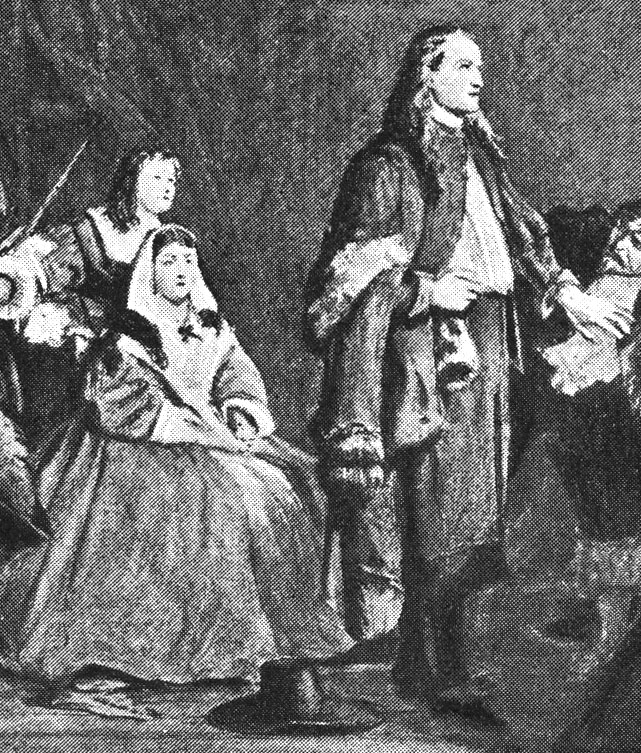
Margaret Fell accompagne George Fox devant ses juges, 1663 (détail)

Comme elle est une des rares quakers appartenant à la bonne société anglaise (la gentry), elle est souvent sollicitée pour intercéder en faveur des leaders emprisonnés. Après la restauration anglaise, elle voyage du Lancashire à Londres pour demander au roi Charles II et au parlement la liberté de conscience en matière religieuse (1660 et 1662). George Fox et quelques autres personnalités en vue, tous des hommes, font une demande semblable peu après elle. Bien que ces demandes divergent dans leurs présentations, leurs arguments se rejoignent : les quakers désirent voir le monde changer, mais par la persuasion et non par la violence.
Margaret Fell est arrêtée en 1664 pour avoir refusé de prêter serment et pour accueillir des rencontres de quakers chez elle. Elle se défend en affirmant que aussi longtemps que Dieu lui donnait une maison, elle y prierait pour lui. Elle passe six mois dans la prison de Lancaster, puis est condamnée à l'emprisonnement à vie et la saisie de ses biens. Elle reste en prison jusqu'en 1668, elle écrit des textes religieux et des épîtres durant son incarcération. Son écrit le plus connu argumente en faveur du ministère féminin en se basant sur la Bible, il s'intitule « La prise de parole des femmes » (Women's Speaking ou Women's Speaking Justified) et est un important soutien pour l'égalité des droits au XVIIe siècle.
Elle est libérée sur ordre du roi et du conseil, puis elle épouse George Fox en 1669. À son retour dans le Lancashire, après le mariage, elle est à nouveau emprisonnée près d'une année pour avoir enfreint une loi adoptée par le parlement en 1664 et interdisant les réunions religieuses de plus de cinq personnes hors de l'Église d'Angleterre (Conventicle Act). Peu après sa libération, George Fox part pour l'Amérique, et lui aussi est emprisonné à son retour en 1673. Margaret Fox se rend à nouveau à Londres pour intercéder en sa faveur et il est finalement libéré en 1675.
Ils vivent ensuite environ une année ensemble à Swarthmoor, puis George Fox passe le reste de sa vie essentiellement à l'étranger ou à Londres, Margaret restant à Swarthmoor. Après le décès de son second époux en 1691, Margaret Fox vit encore de nombreuses années, prenant toujours part aux décisions de la Société des Amis. De caractère autoritaire, elle prend des positions fortes, comme dans ses dernières années où elle s'oppose à ses coreligionnaires du Lancashire qui voulaient maintenir des règles de conduite traditionnelles face aux attitudes plus indulgentes venant de Londres.

## Œuvres
Textes mis en ligne par Quaker Heritage Press
- Six Epistles by Margaret Fell (1655-1661) [(en) lire en ligne]
- Margaret Fell's letter to the King and parliament on religious persecution (1660) [(en) lire en ligne]
- Women's Speaking (1666 ou 1667) [(en) lire en ligne]

## Littérature
La rencontre de George Fox et de Margaret Fell est romancée dans « Les enfants de lumière (1652-1653) », première partie de (en) The Peaceable Kingdom de Jan de Hartog. Paru en anglais en 1972 et traduit en français en 1976.

## Liens externes

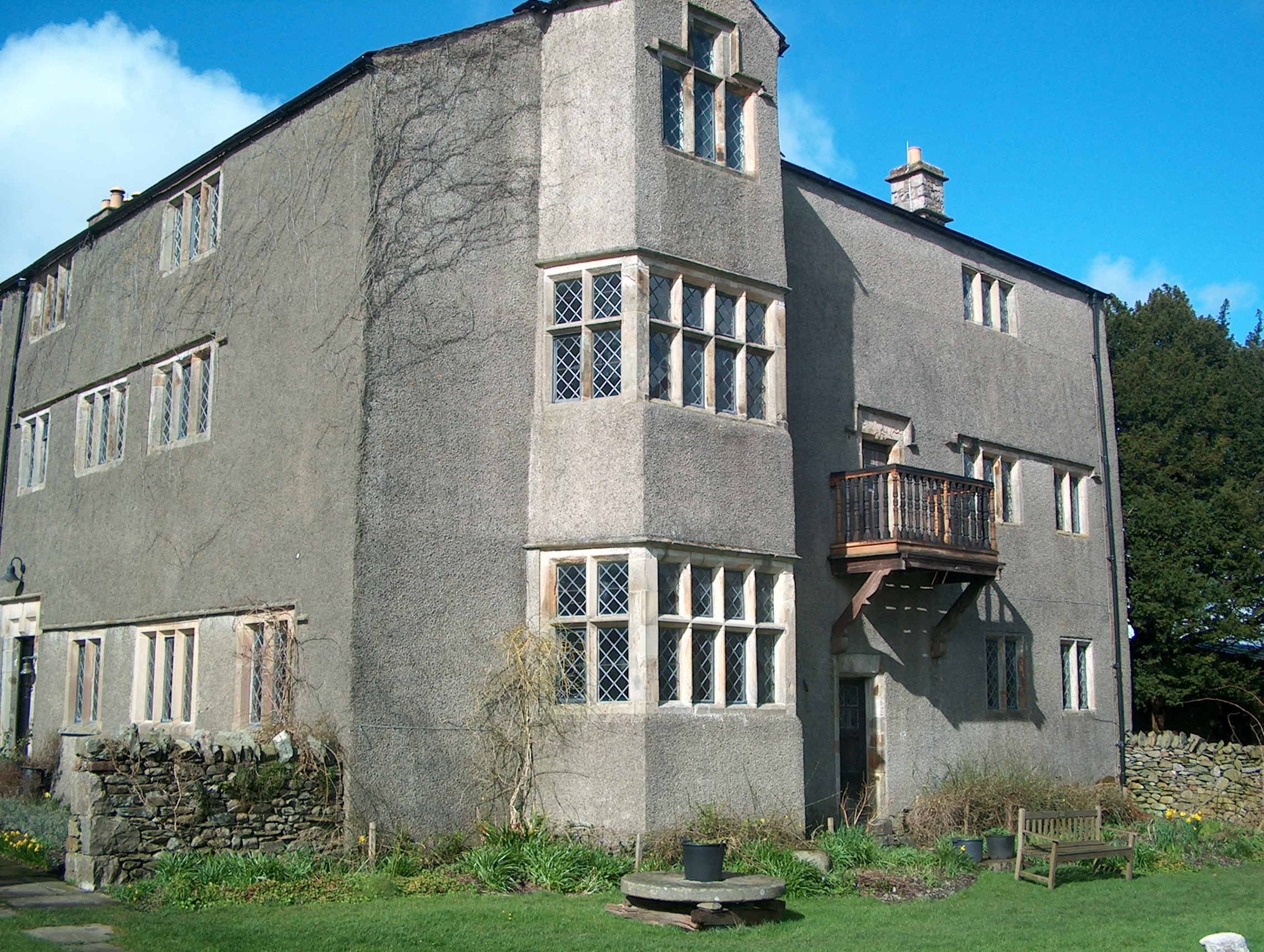
Swarthmoor Hall (2007)

### Sources
- (en) Cet article est partiellement ou en totalité issu de l’article de Wikipédia en anglais intitulé « Margaret Fell » (voir la liste des auteurs).
- (en) L'article anglais étant lui-même basé sur les notes historiques du groupe quaker de Gwynedd (PA) : An abstract of the life of Margaret Fell.